# Sollevamento pesi ai Giochi della XXXI Olimpiade - 75 kg femminile
Le gare di sollevamento pesi della categoria fino a 75 kg femminile dei Giochi olimpici di Rio de Janeiro 2016 si sono svolte il 12 agosto 2016 presso il padiglione 2 di Riocentro.

## Programma
Tutte le ore sono per il fuso-orario brasiliano (UTC-03:00)
| Data           | Ora   | Evento   |
| -------------- | ----- | -------- |
| 12 agosto 2016 | 12:30 | Gruppo B |
| 12 agosto 2016 | 15:30 | Gruppo A |

## Risultati
| Pos. | Atleta                  | Gruppo | Strappo (kg) | Strappo (kg) | Strappo (kg) | Strappo (kg) | Slancio (kg) | Slancio (kg) | Slancio (kg) | Slancio (kg) | Totale |
| Pos. | Atleta                  | Gruppo | 1            | 2            | 3            | Risultato    | 1            | 2            | 3            | Risultato    | Totale |
| ---- | ----------------------- | ------ | ------------ | ------------ | ------------ | ------------ | ------------ | ------------ | ------------ | ------------ | ------ |
|      | Rim Jong-sim            | A      | 117          | 121          | 121          | 121          | 145          | 153          | 162          | 153          | 274    |
|      | Dar'ja Navumava         | A      | 107          | 112          | 116          | 116          | 136          | 139          | 142          | 142          | 258    |
|      | Lidia Valentín          | A      | 112          | 116          | 116          | 116          | 135          | 138          | 141          | 141          | 257    |
| 4    | Ubaldina Valoyes-Cuesta | A      | 106          | 109          | 111          | 111          | 131          | 136          | 138          | 136          | 247    |
| 5    | Iryna Decha             | A      | 111          | 114          | 116          | 114          | 133          | 138          | 141          | 133          | 247    |
| 6    | Jenny Arthur            | A      | 103          | 103          | 107          | 107          | 130          | 135          | 141          | 135          | 242    |
| 7    | María Valdés            | B      | 107          | 107          | 107          | 107          | 135          | 142          | 142          | 135          | 242    |
| 8    | Gaelle Ketchanke        | A      | 102          | 107          | 107          | 102          | 132          | 135          | 140          | 135          | 237    |
| 9    | Alejandra Garza         | B      | 98           | 98           | 101          | 98           | 125          | 125          | 126          | 126          | 224    |
| 10   | Sona Poghosyan          | B      | 92           | 97           | 100          | 97           | 115          | 122          | 126          | 126          | 223    |
| 11   | Mary Opeloge            | B      | 97           | 100          | 102          | 100          | 115          | 117          | 118          | 118          | 218    |
| 12   | Natalia Priscepa        | B      | 93           | 97           | 100          | 97           | 110          | 116          | 123          | 116          | 213    |
| 13   | Assiya Ipek             | B      | 80           | 83           | 85           | 83           | 95           | 100          | 103          | 103          | 186    |
| 14   | Samira Ouass            | B      | 70           | 75           | 80           | 75           | 90           | 96           | 97           | 97           | 172    |
| —    | Jaqueline Ferreira      | A      | 103          | 103          | 103          | —            | —            | —            | —            | —            | —      |